# مارک هایتمایر
مارک هایتمایر (انگلیسی: Marc Heitmeier؛ زادهٔ ۱۸ مارس ۱۹۸۵) بازیکن فوتبال اهل آلمان است.
از باشگاه‌هایی که در آن بازی کرده‌است می‌توان به باشگاه فوتبال کیکرز اوفنباخ و باشگاه فوتبال اف‌اس‌وی فرانکفورت اشاره کرد.